# Hung Taiji
Hung Taiji (en transliteración del manchú; chino tradicional: 皇太極, chino simplificado: 皇太极, pinyin: Huáng Tàijí, con frecuencia llamado incorrectamente Abahai; 28 de noviembre de 1592-21 de septiembre de 1643) fue el primer emperador de la dinastía Qing, que tras su muerte pasaría a gobernar toda China.
Su padre Nurhaci había fundado un estado unificado de los pueblos yurchen en el actual noreste de China, en la zona que después se llamaría Manchuria en Occidente. Hung Taiji le sucedió en el trono y fue el responsable de acuñar el término "manchú" para crear una nueva identidad nacional. Además, hizo adoptar un sistema de escritura, basado en el mongol, para la lengua de los yurchen, que también pasó a ser denominada manchú. Junto a la creación de la identidad nacional manchú, Hung Taiji adoptó el nombre Qīng (清, puro) para su dinastía. 
Fue nombrado Khan en 1626, tras la muerte de Nurhaci. Durante su reinado, los manchúes consiguieron expandir su territorio al norte de la Gran Muralla China y consolidar su supremacía militar en la zona. En 1636 proclamó el inicio del Gran Qing y cambió el nombre de su pueblo a "manchú", como se le conoce en la actualidad. Tras fallecer en 1643, Hung Taiji fue sucedido por su noveno hijo, Fulin, que sería conocido como el emperador Shunzhi, y bajo cuyo reinado la corte Qing se trasladaría definitivamente a Pekín.